# Marvell Technology
Marvell Technology, Inc. és una empresa nord-americana, amb seu a Santa Clara, Califòrnia, que desenvolupa i produeix semiconductors i tecnologia relacionada. Fundada el 1995, l'empresa tenia més de 6.500 empleats a partir del 2024, amb més de 10.000 patents a tot el món i uns ingressos anuals de 5,5 dòlars. mil milions per a l'exercici 2024.

## Història
Marvell va ser fundada l'any 1995 pel Dr. Sehat Sutardja, la seva dona Weili Dai i el seu germà Pantas Sutardja. Van treballar en el disseny d'un canal de lectura basat en CMOS per a unitats de disc com el seu primer producte. Seagate Technology es va convertir en el seu primer client. L'oferta pública inicial el 27 de juny de 2000 (prop del final de la bombolla de les punt-com) va recaptar 90 milions de dòlars.
A l'abril de 2016, el conseller delegat Sehat Sutardja i el president Weili Dai van ser destituïts dels seus càrrecs després que l'inversor activista Starboard Value Fund prengués una participació aproximadament del 7% a l'empresa.
El juliol de 2016, Marvell va nomenar Matt Murphy com a nou president i conseller delegat.

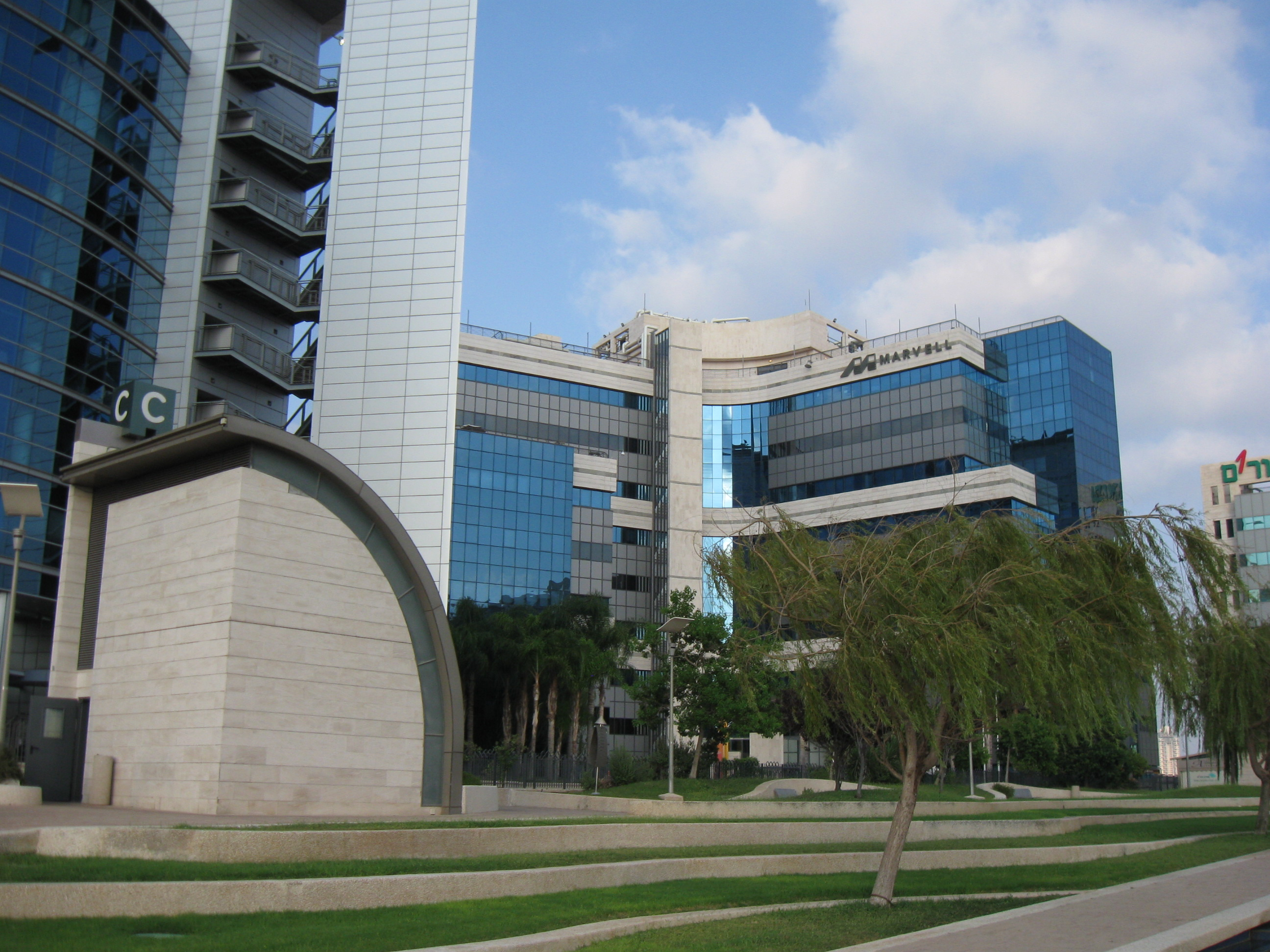
Centre de desenvolupament de Marvell a Petah Tikva, Israel

El 6 de juliol de 2018, Marvell va completar l'adquisició de Cavium, Inc. El mateix dia, va anunciar el nomenament de Syed Ali (cofundador de Cavium, Inc., i anteriorment president i CEO de la companyia), Brad Buss (director). de Cavium, Inc.) i Edward Frank (director de Cavium, Inc.) al Consell d'Administració de Marvell.
El setembre de 2019, Marvell va completar l'adquisició d'Aquantia.
L'abril de 2021, Marvell va completar l'adquisició d'Inphi Corporation. Com a part de l'adquisició, Marvell es va reorganitzar perquè l'empresa combinada estigui domiciliada a Wilmington, Delaware.
El setembre de 2023, Marvell Technologies va adquirir un acord d'expansió a Pune, Índia.

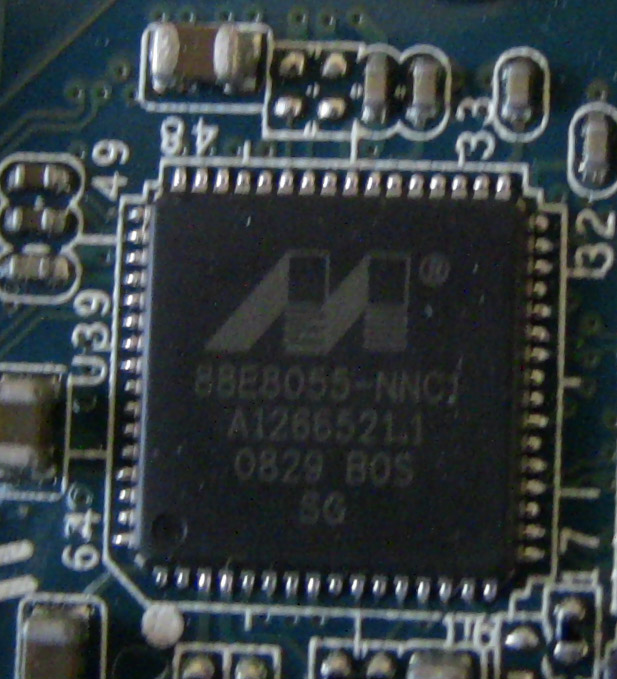
Marvell Yukon Gigabit Ethernet controller in a Sony Vaio FW series laptop

## Productes

### Microprocessadors

#### Unitat de tractament de dades
DPU Marvell OCTEON i ARMADA que integren una CPU, interfícies de xarxa i motors d'acceleració de dades programables en un circuit electrònic especialitzat.

#### Personalitzat
Marvell també va oferir un producte estàndard específic per al client (CSSP), on els acceleradors i les interfícies del client es podien integrar directament als processadors Octeon de Marvell. Després de l'adquisició d'Avera Semiconductor per part de Marvell el 2019 (anteriorment la divisió ASIC personalitzada de GlobalFoundries i anterior a la d'IBM), Marvell ofereix ASIC personalitzat adaptat als objectius de disseny específics dels clients. I ofereix serveis per al desenvolupament d'ASIC a les indústries aeroespacial i de defensa a través de la seva filial independent Marvell Government Solutions (MGS). En una empresa conjunta amb TSMC, Marvell va presentar un producte de 3 nm.
El 12 de novembre de 2019, Marvell va anunciar que els seus SoC ThunderX2 s'han desplegat a Microsoft Azure. El 2 de març de 2020, Marvell va anunciar els processadors d'infraestructura OCTEON Fusion i OCTEON TX2 5G, així com ofertes per proporcionar processadors per a la infraestructura 5G per a Huawei, Nokia, Ericsson, ZTE i Samsung. El 16 de març de 2020, Marvell va anunciar ThunderX3 i el seu pla per a ThunderX4 el 2022. El 28 d'agost de 2020, Marvell va anunciar el pla per reenfocar els seus equips de servidors ThunderX al seu negoci de silicona personalitzat.

### Xarxa i emmagatzematge
Els productes de xarxa de Marvell inclouen els seus adaptadors i controladors de xarxa Ethernet FastLinQ, xips Ethernet Switch per a empreses (Prestera) i centres de dades (Teralynx), Ethernet PHY i Automotive Ethernet.
Els productes de Marvell inclouen controladors SSD, controladors HDD, preamplificadors HDD, acceleradors d'emmagatzematge i adaptadors i controladors de canal de fibra QLogic. El 27 de maig de 2021, Marvell va anunciar els seus primers controladors SSD NVM Express per admetre PCI Express 5.0.